# بزوجيق
بزوجيق هي قرية في مقاطعة هشترود، إيران. عدد سكان هذه القرية هو 215 في سنة 2006.